# Waltari
Waltari est un groupe de heavy metal finlandais, originaire d'Helsinki. Le groupe est souvent reconnu par les musiciens et boudé par le grand public. Ceci étant sûrement dû aux différents styles que le groupe incorpore dans sa musique : punk, pop, heavy metal, rock, industriel, techno, funk, rock progressif et hip-hop. 
Si ce n'est la voix très particulière de Kärtsy Hatakka, les morceaux du groupe ne fournissent pas forcément d'éléments communs permettant de les identifier facilement. Cette diversité musicale atteint son sommet sur l'album So Fine! où les styles précédemment cités sont tous représentés. La plupart des morceaux du groupe sont écrits par Kärtsy Hatakka, ils parlent pour la plupart du sentiment d'anxiété, de solitude et de la cruauté du monde, souvent traités sur un ton ironique ou sarcastique.

## Biographie

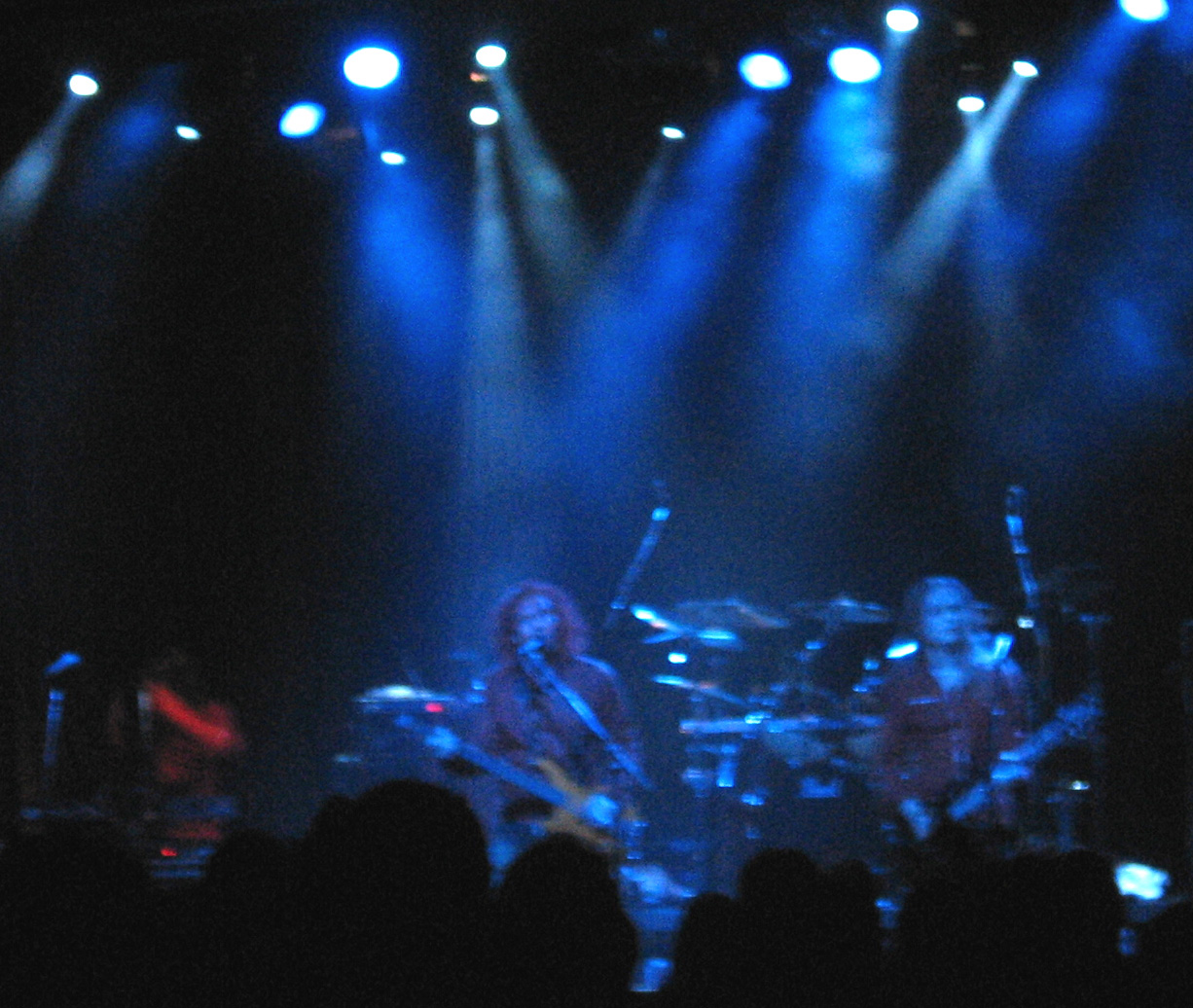
Waltari sur scène en 2006.

Le groupe est formé en 1986 à Helsinki par Kärtsy Hatakka, Jariot Lehtinen et Sale Suomalainen. Le groupe est nommé ainsi en référence à l'écrivain finlandais Mika Waltari, surtout connu pour ses romans où les différents personnages sont situés au carrefour d'influences culturelles très variées. Le mot Waltari est donc un nom de famille, mais c'est aussi un mot finlandais signifiant « homme fort ». Sami Yli-Sirniö les rejoint comme second guitariste en 1989, un an après la sortie de leur premier EP, Must Hei. Laurent Bendahan considère Waltari comme un groupe démocratique : « Bien que je sois le compositeur principal, je considère Waltari comme un vrai groupe. Une fois la base des morceaux composée par moi-même, le reste du processus dont les arrangements se font tous ensemble en répétition. »
Deux ans plus tard, ils sortent leur premier album, Monk Punk. Cet album est quasiment entièrement du punk, mais comprend aussi une chanson de rap : Rap Your Body Beat. En 1990, Sale quitte le groupe et est remplacé par Janne Parviainen. L'album suivant, Torcha! montre un Waltari complètement différent. Tout sur cet album est meilleur depuis le son jusqu'à la technique des musiciens en passant par le nombre de styles abordés. Il comprend notamment une reprise de la chanson Vogue de Madonna. Ce sera leur troisième album, So Fine!, qui leur donnera le statut de groupe culte. Il comprend tout depuis des titres techno aux ballades rock en passant par du heavy metal funky et même du grindcore. En 1995, Roope Latvala de Stone remplace Sami Yli-Sirniö à la guitare.
Le 22 août 1995, Yeah! Yeah! Die! Die! Death Metal Symphony in Deep C fait sa première représentation dans un festival à Helsinki. Le projet, en plus de Waltari, comprend un orchestre symphonique conduit par Riku Niemi, la chanteuse d'opéra Eeva-Kaarina Vilke et le chanteur d'Amorphis, Tomi Koivusaari. Big Bang, publié la même année, sera leur plus gros succès commercial. L'album est moins varié que les précédents et se concentre essentiellement sur le mélange techno/heavy metal. Un enregistrement de Yeah! Yeah! Die! Die! Death Metal Symphony in Deep C est distribué en 1996.
À la fin de 2005, Waltari signe avec le label allemand Dockyard1, et y prévoit la publication de l'album Blood Sample en mars 2006. Le 16 mars 2006, ils publient leur single Not Enough de l'album Blood Sample, qui atteint la troisième place des classements finlandais. En mai 2006, le groupe annonce la sortie d'un coffret double-CD intitulé Early Years pour le 31 mai en Finlande. Il comprend les rééditions des albums Monk Punk et Pala Leipaa - Ein Stueckchen Brot. Le 29 janvier 2007, ils publient la chanson Wish I Could Heal, issue de leur album à venir Release Date le 26 février 2007 via Dockyard1. En septembre 2009, le groupe annonce l'album Below Zero pour le 14 octobre la même année. Leur musique y est plus homogène, bien que le mélange des styles, typique de Waltari, soit toujours présent. En 2011 sort l'album-reprise Covers All. Leur album You are Waltari est publié le 27 février 2015. Un single, Digging the Alien, possède sa propre vidéo.

## Membres

### Membres actuels
- Kärtsy Hatakka - chant, basse, claviers)
- Jariot Lehtinen - guitare
- Sami Yli-Sirniö - guitare
- Mika Järvelainen - batterie

### Anciens membres
- Sale Suomalainen - batterie
- Janne Parviainen - batterie
- Roope Latvala - guitare

## Discographie
- 1988 : Must Hei (EP)
- 1991 : Monk Punk
- 1992 : Torcha!
- 1994 : So Fine!
- 1995 : Big Bang
- 1996 : Yeah! Yeah! Die! Die! Death Metal Symphony in Deep C
- 1997 : Space Avenue
- 1998 : Decade
- 1999 : Radium Round
- 2000 : Channel Nordica
- 2001 : Back To Persepoli
- 2004 : Rare Species
- 2005 : Blood Sample
- 2007 : Release Date
- 2009 : Below Zero
- 2011 : Covers All
- 2015 : You Are Waltari
- 2020 : Global Rock